# Драпировка Мавзолея Ленина

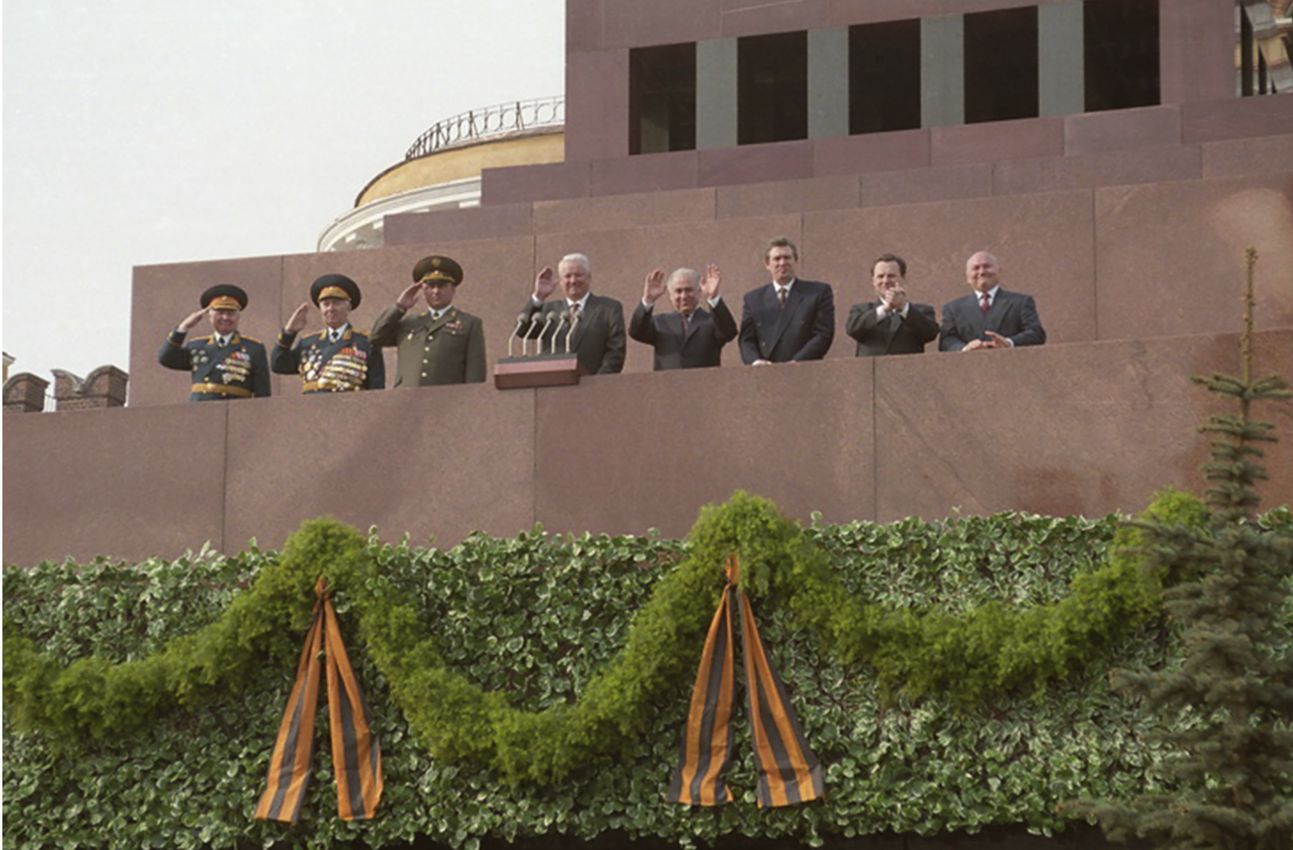
Борис Ельцин и руководство страны на трибуне Мавзолея во время празднования 50-летнего юбилея Победы, 9 мая 1995 года

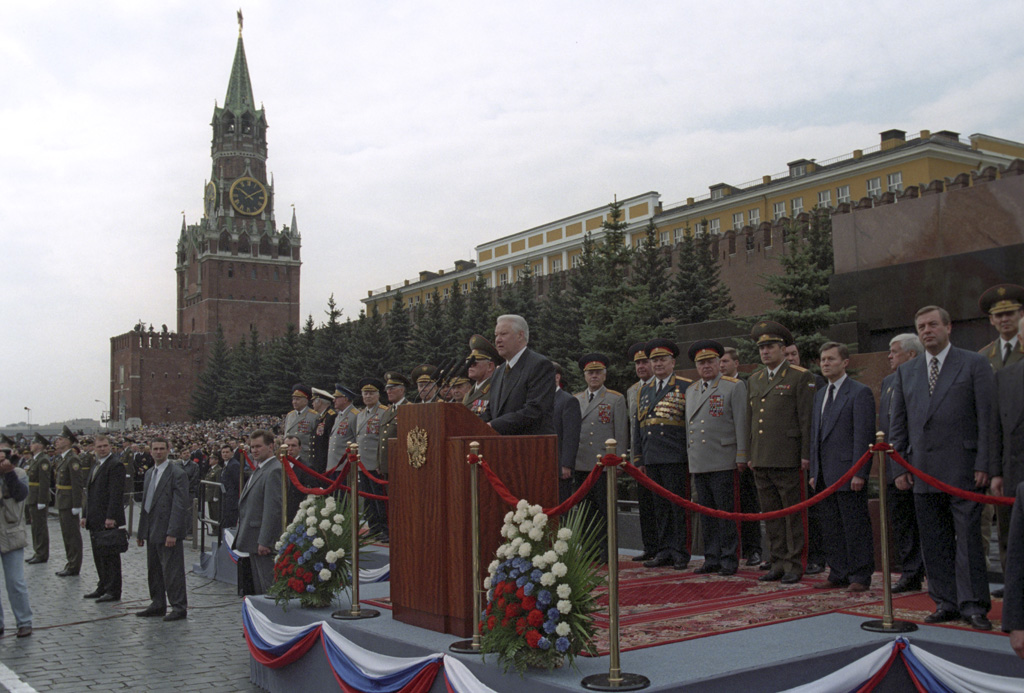
Первый президент России Борис Ельцин на Дне Победы 1998 года. Мавзолей (на заднем плане) ещё не драпируется.

Драпировка Мавзолея Ленина — закрытие фасада Мавзолея Ленина на время Дня Победы, происходящее с 2005 года. Перед этим, в 2004 году, фасад Мавзолея впервые был частично прикрыт: ещё не драпировкой, но рядом больших триколоров.

## История
В СССР существовала традиция, по которой руководители страны поднимались на Мавзолей для принятия парадов. Эта традиция, прервавшись на 1991—1994 годы, в которые парад на Красной площади не проводился, была продолжена и Россией, однако лишь до 1997 года. Во время празднования 50-летнего юбилея Победы в 1995 году президент России Борис Ельцин принимал парад с трибуны Мавзолея, но при этом надпись «Ленин» была закрыта цветами. В 1996 году парад Победы принимался также с трибуны Мавзолея, при этом слово «Ленин» не было закрыто. С 1997 года эта традиция прервалась: руководители страны стали подниматься на временные подмостки, устанавливаемые перед Мавзолеем, и принимать парад с них. Однако делали они это всё ещё на фоне Мавзолея, кремлёвских елей и Кремлёвской стены.

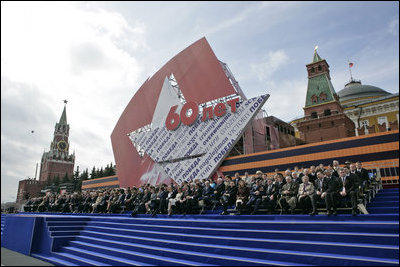
2005 год: первая драпировка (неполная, можно увидеть угол).

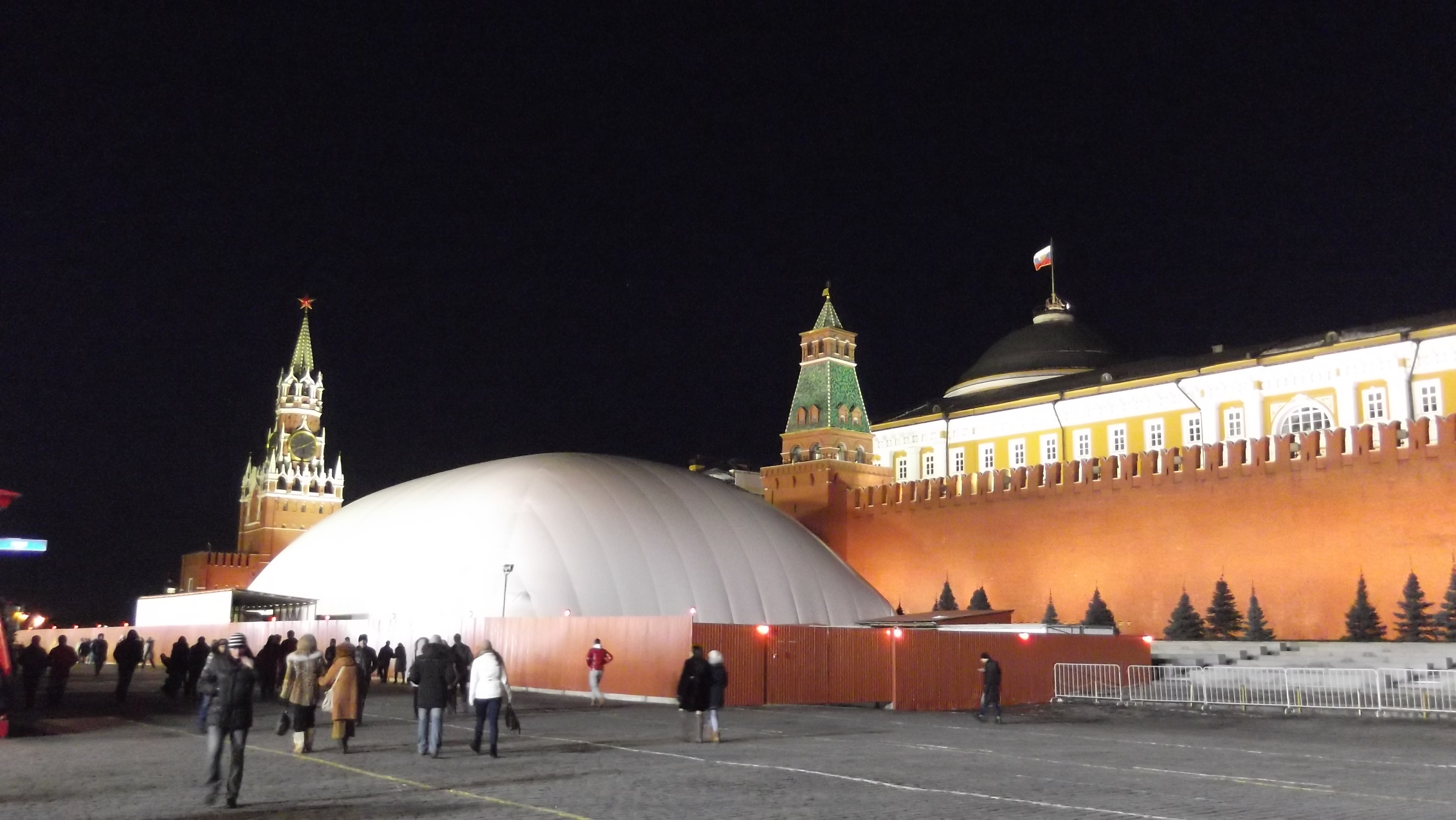
Мавзолей, накрытый надувным куполом. 2012 год.

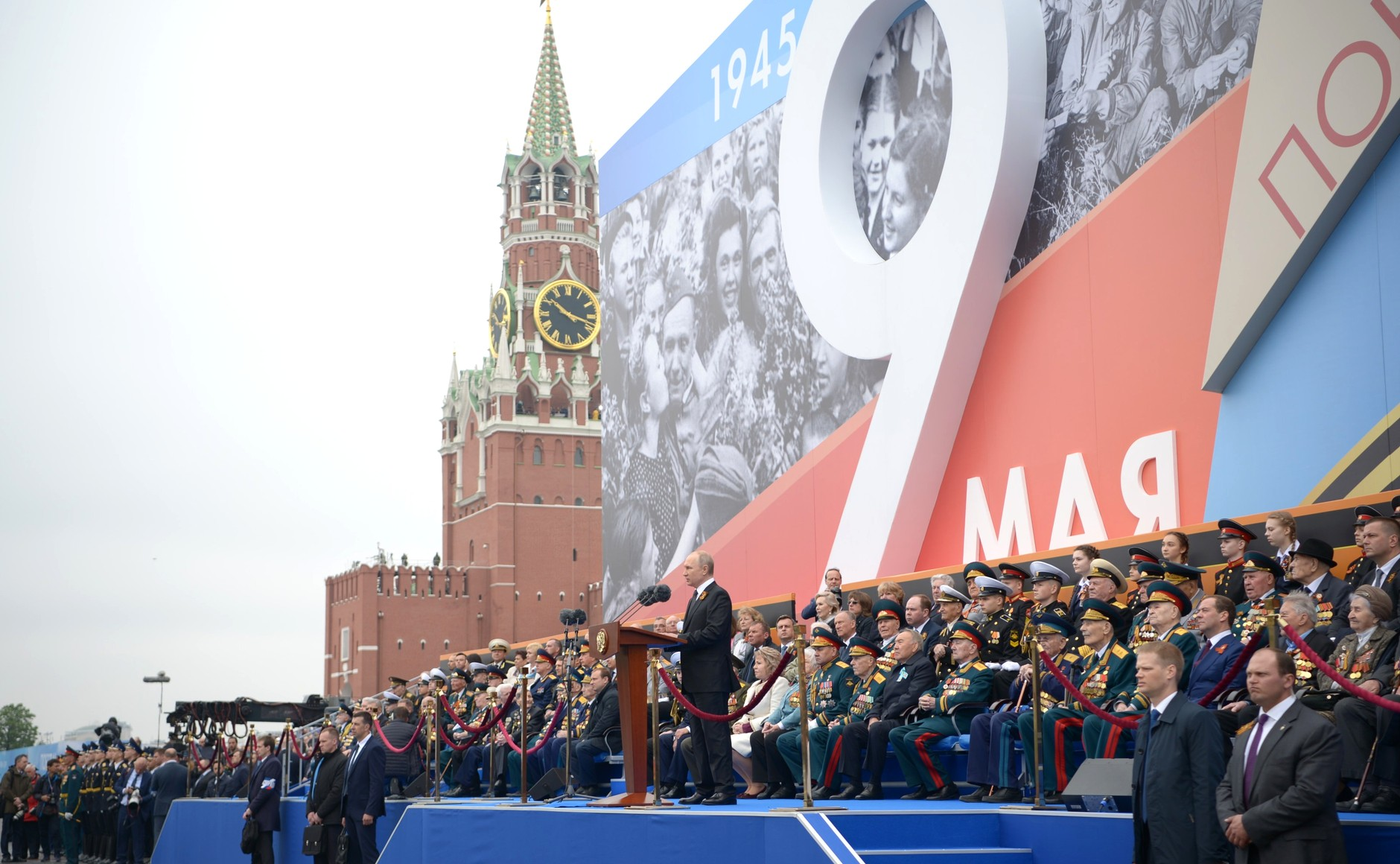
Драпировка Мавзолея в 2019 году

С 2005 года (60-летия Победы) и сам Мавзолей за их спиной на время праздника и парада стали задрапировывать, закрывая его фасад, а иногда и боковые стороны, фанерными щитами. Возможно, в 2005 году это было сделано из соображений толерантности, так как 60-летие Победы посетило большое количество правителей стран Запада, относящихся к коммунизму негативно. Однако далее практика драпировки места кульминации Парада Победы, «к подножию которого в ходе исторического парада 1945 года советские солдаты бросали штандарты поверженного врага», и принятия парада на фоне фанерных щитов стала постоянной, и несмотря на обращения к руководству страны множества организаций, лидера и депутатов от КПРФ, с призывом прекратить эту новую «традицию» избегания части своей истории, власть от неё отказываться не намерена. При этом со стороны власти происходит апелляция к общественному мнению: так, спикер Госдумы Вячеслав Володин заявил, что драпировка делается ради «поддержки консенсуса» в обществе, неявно утверждая тем самым, что в обществе имеется консенсус на драпировку, нуждающийся в поддержке.
Перед этим, в 2004 году Мавзолей ещё не драпировали, но состоялась «репетиция»: весь фасад Мавзолея закрыли рядом высоких триколоров. Возможно, это была проверка реакции общества на данное действие.
Периодически закрытие Мавзолея в постсоветское время происходило и в другое время, по другим причинам. Так, на время реставрации 2012—2013 гг. его закрывали надувным куполом.
В драпировках стабильно отсутствуют советские символы (флаг страны-победительницы СССР, красные звёзды армии-победительницы), однако стилистика драпировки с годами меняется. Так, в 2015 и 2021 году в ней доминировал голубой цвет.

К Дню Победы 2022 года вместе с Мавзолеем были закрыты 
«...могила Верховного Главнокомандующего победоносной Красной Армии Иосифа Сталина, места захоронения у кремлёвской стены выдающихся советских полководцев, великих учёных, первых космонавтов, замечательных организаторов народного хозяйства».
Также, в 2022 году Мавзолей был закрыт для посетителей с 23 апреля по 16 мая.

## Инициатор
На депутатский запрос 2022 года президенту РФ Владимиру Путину о причинах драпировки был дан ответ, не содержащий ответа на этот запрос, но указывающий, что инициатором драпировки 17 лет назад стало Министерство обороны РФ (министром обороны тогда был Сергей Иванов).

## Критика

Картина «Триумф победившей Родины».

Кинорежиссёр Карен Шахназаров высказал мнение, что драпировка «несовместима с прославлением победы советской страны над фашизмом».
Историк Юрий Емельянов утверждал, что, по контрасту, советским руководителям и в голову не приходило задрапировывать на время советских праздников памятники царям Российской империи.
По мнению Светланы Гомзиковой из издания «Свободная Пресса», исключение из Дня Победы имён Ленина и Сталина и закрытие во время парада Мавзолея является предательством победившего фашизм под руководством Сталина во Второй мировой войне Советского Союза: страны, созданной Лениным.